# Cúpula de Soltaniyeh

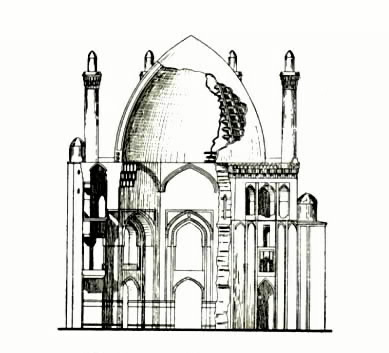

La atracción central del conjunto de ruinas de Soltaniyeh es el  Mausoleo de Il-khan Öljeitü, también conocido como Muhammad Khodabandeh, tradicionalmente conocido como la Cúpula de Soltaniyeh en la ciudad de Soltaniyeh, provincia de Zanjan. 
La estructura, erigida del 1302 al 1312 dC, tiene la más antigua doble cúpula en Irán. Esta opionión sobre la construcción fue hecha por Dieulafoy pero es disputada por André Godard. En opinión de Godard es una cúpula normal, aunque espectacularmente grande, con un revestimiento delgado en la parte superior para la fayenza y de ninguna manera es una cúpula doble. Su importancia en el mundo musulmán puede compararse con la de la cúpula de Brunelleschi para la arquitectura cristiana. Es una de las cúpulas de ladrillo más grandes del mundo, justo en el límite de la ingeniería teórica para una cúpula de ladrillo y la tercera cúpula más grande del mundo después de las cúpulas de la Catedral de Florencia y Santa Sofía..
La cúpula de Soltaniyeh allanó el camino para construcciones de cúpulas de estilo iraní más audaces en el mundo musulmán, como el Mausoleo de Khoja Ahmed Yasavi y el Taj Mahal. Gran parte de su decoración exterior se ha perdido, pero el interior conserva magníficos mosaicos, fayenza y murales. La gente ha descrito la arquitectura del edificio como  "anticipando el Taj Mahal".
La cúpula estimada en 200 toneladas de peso se encuentra a 49 metros de altura desde su base y actualmente se encuentra en   renovación.

## Galería de fotos

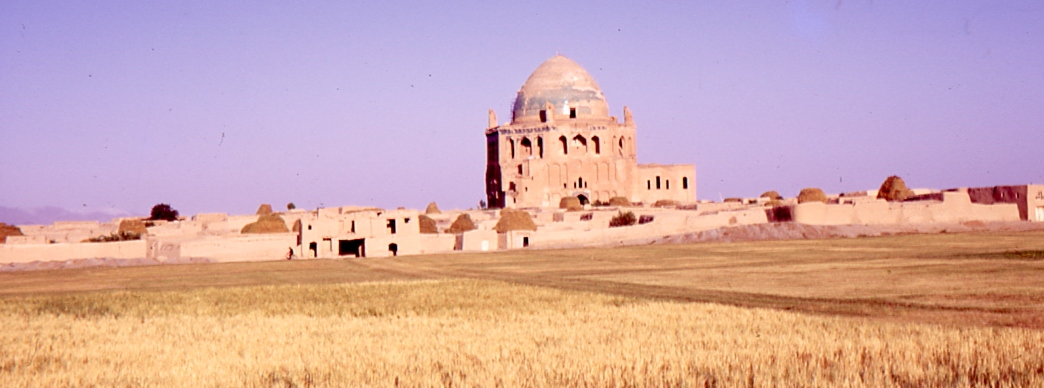
Ciudad de Soltaniyeh y cúpula en 1969.
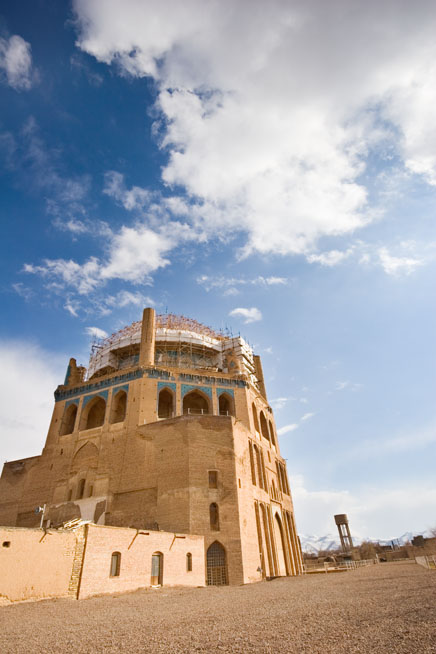
La estructura de la cúpula de Soltaniyeh y sus 6 minaretes están siendo restaurados
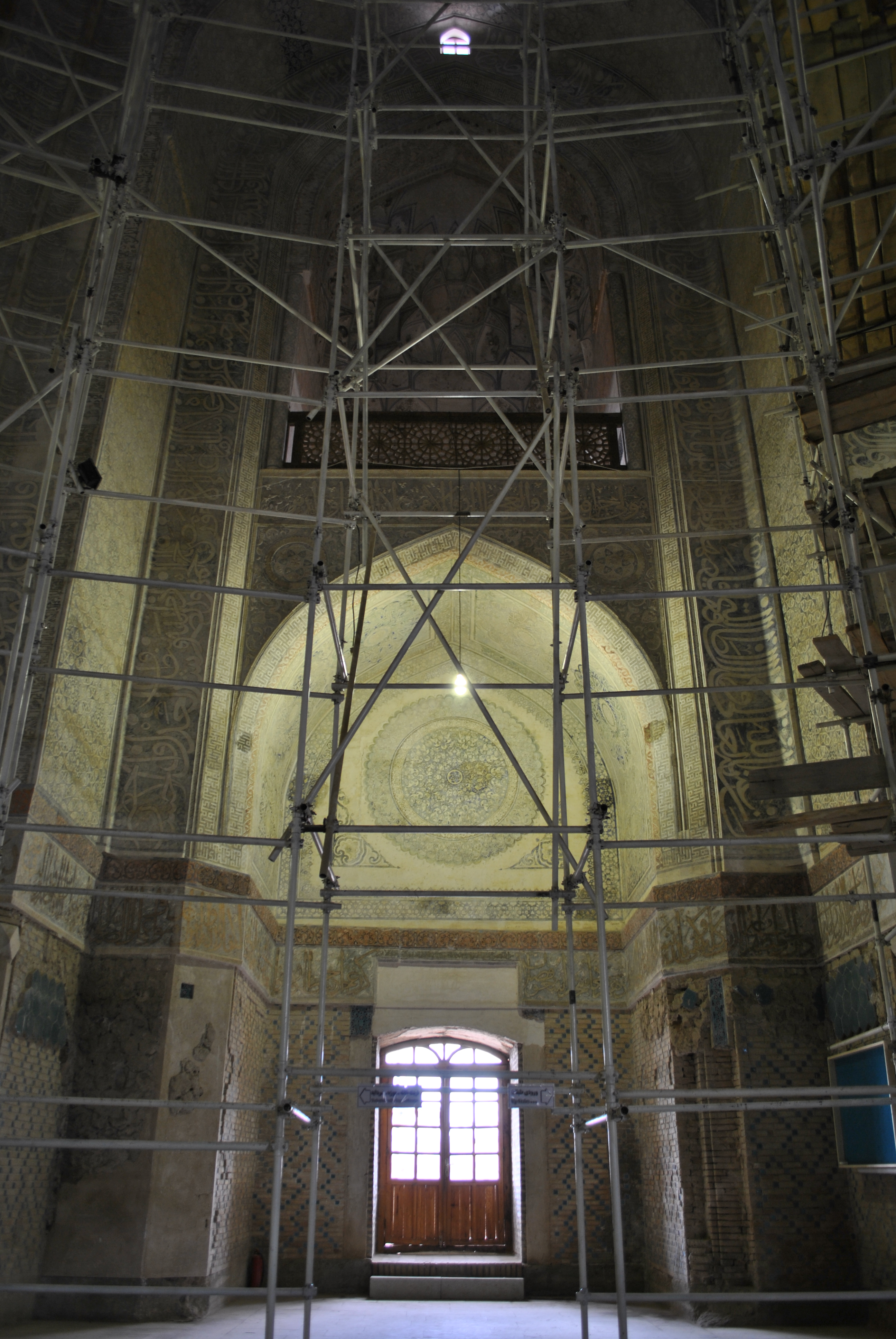
Reconstrucción importante en el interior.
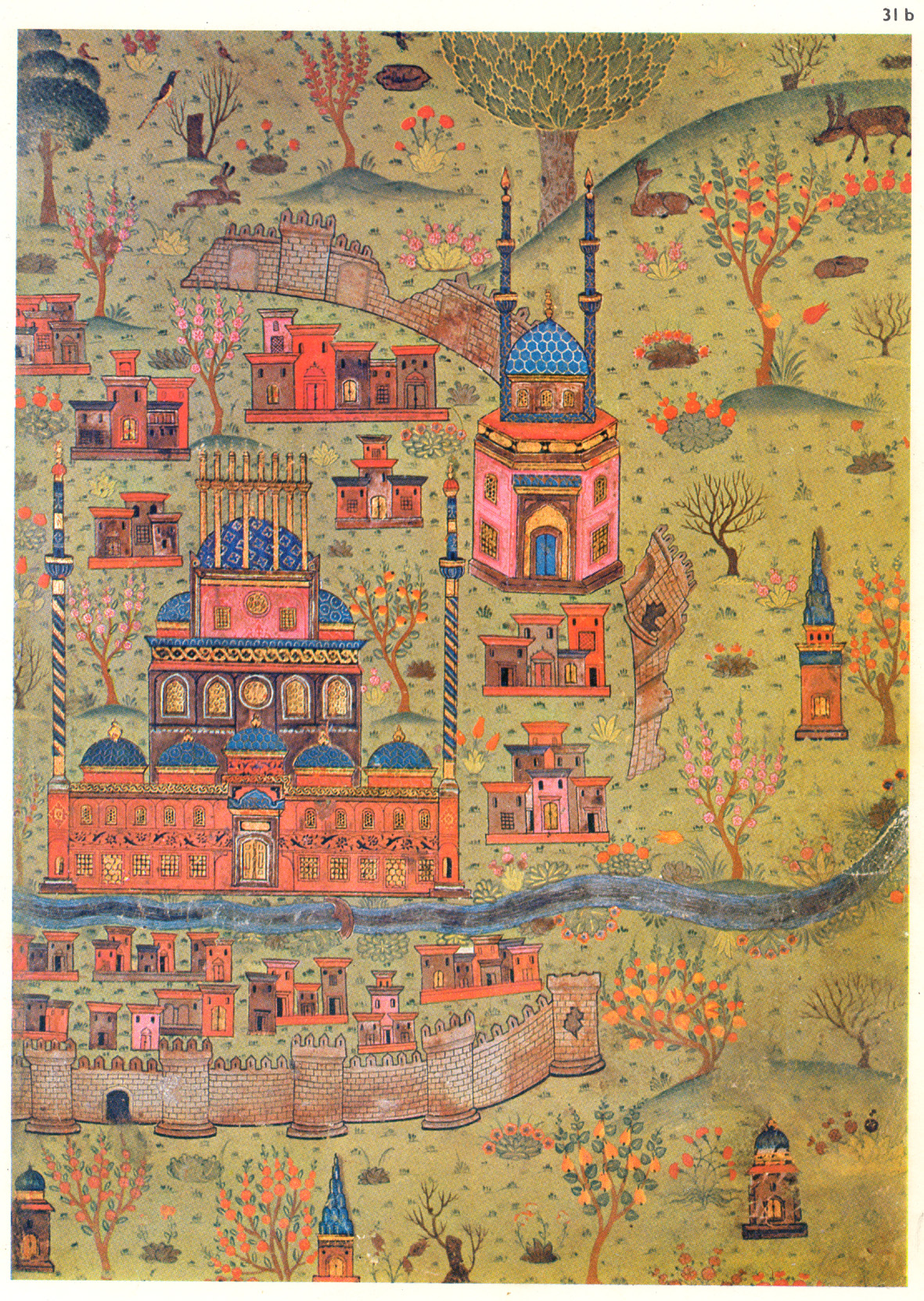
Mapa del siglo XVI de la ciudad de Soltaniyeh
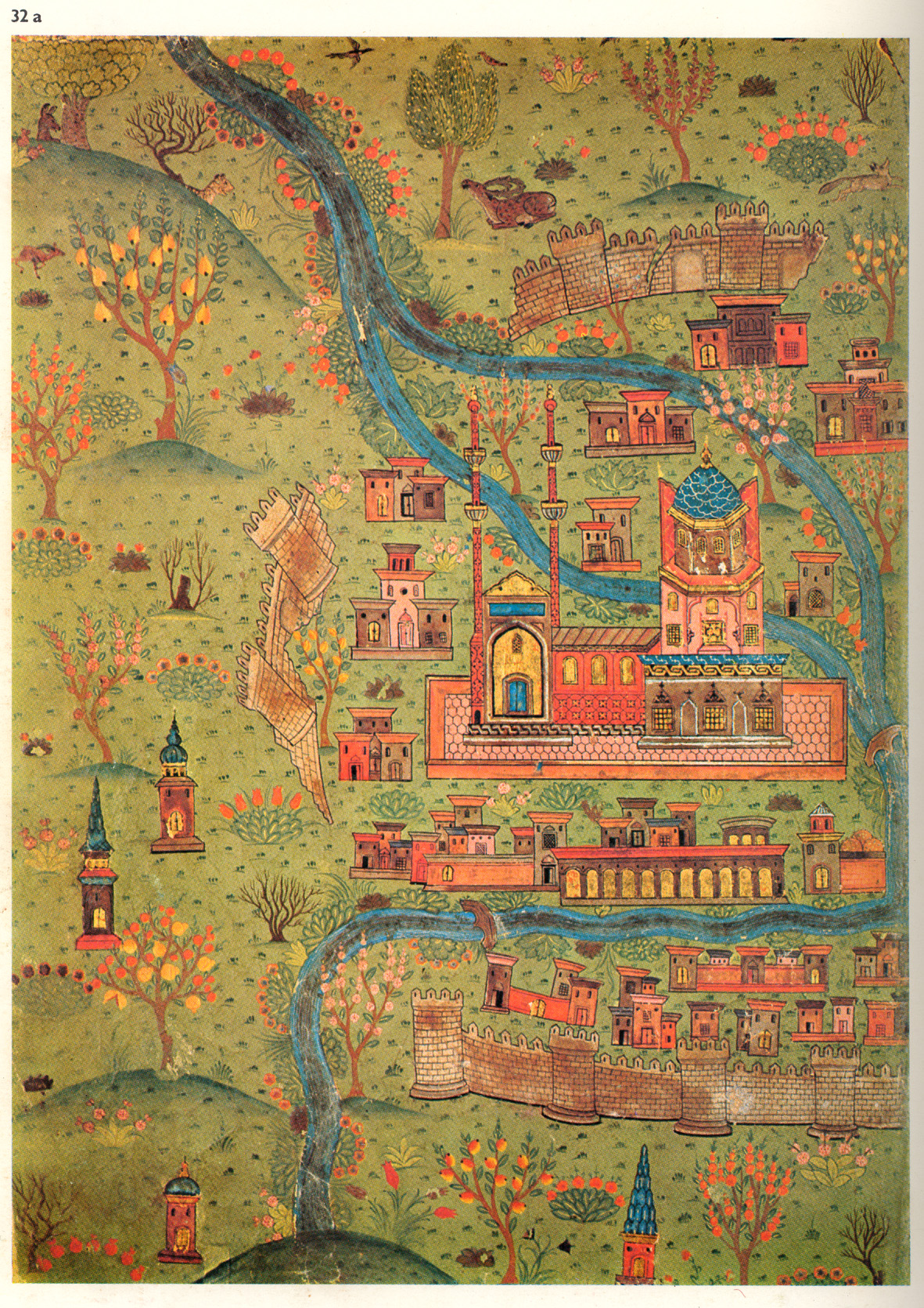
Mapa del siglo XVI de la ciudad de Soltaniyeh
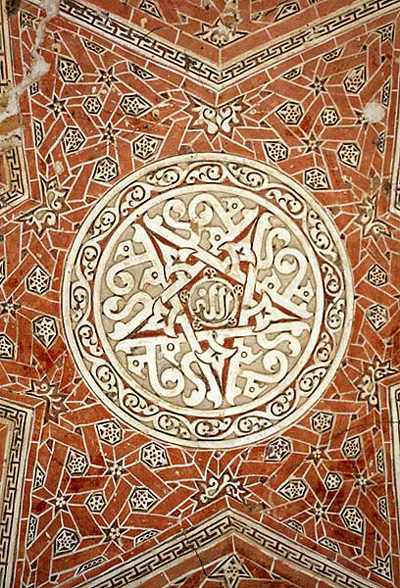
Vista del interior
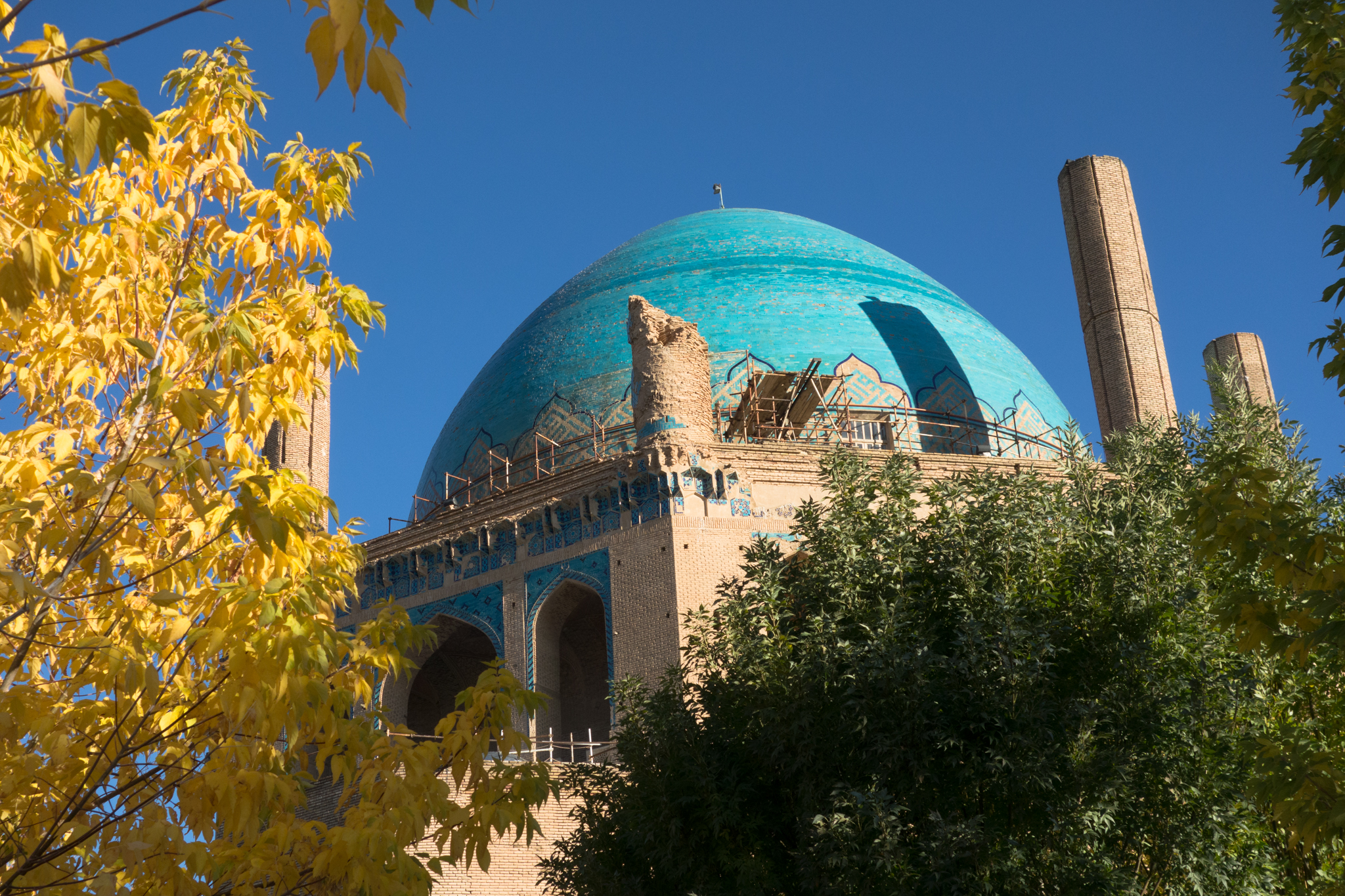
La cúpula en el otoño del 2014